# Расулев, Талха Гайсович
Талха Гайсович Расулев (баш. Талха Ғайса улы Рәсүлев) — деятель Башкирского национального движения. Председатель управы Тамьян-Катайского кантона Башкурдистана, нарком продовольствия  Башкирской АССР.

## Биография
Родился в селе Авязово Верхнеуральского уезда Оренбургской губернии (ныне село Шарипово Учалинского района Республики Башкортостан). Отец — Гайса Фаткуллович Расулев, ахун, участник Русско-японской войны 1904—1905 гг.
Учился в медресе «Расулия» (г. Троицк) у своего дяди Зайнуллы Расулева. Принимал участие в Первой мировой войне.
В 1917 году становится деятелем Башкирского национального движения за автономию Башкортостана. Членом Башкирского правительства А. А. Валидовым был отправлен во Владивосток с целью войти в контакт с консульством Японии. Но узнав о восстании Чехословацкого корпуса против большевиков в Челябинске, Расулев вернулся обратно и сообщил об этом Валидову.
В июне 1918 года, после организации штаба Башкирской армии — Башкирского военного совета, становится его членом. В июне—июле 1918 года служил чиновником особых поручений председателя Башкирского военного совета и активно участвовал в создании башкирских военных частей.
В конце июля 1918 года избран председателем кантональной управы Тамьян-Катайского кантона Башкурдистана.
В феврале 1919 года принимал участие в I Всебашкирском военном съезде, где был избран кандидатом в члены Башревкома. Исполнял обязанности народного комиссара продовольствия Башкирской АССР. Весной 1919 года работал в ревкоме Татьян-Катайского кантона.
В 1920 году избран членом президиума Башсовнархоза. В связи с принятием 20 мая 1920 года декрета ВЦИК и СНК РСФСР «О государственном устройстве Автономной Советской Башкирской Республики», члены Башревкома в знак протеста уходят в отставку и уходят в Среднюю Азию. То же самое сделал Расулев.
Согласно Р. Х. Насырову, после поражения антибольшевистского национального движения в Средней Азии Талха Расулев уехал на Дальний Восток, а затем эмигрировал в Китай. Его дальнейшая судьба неизвестна.